# Radical 178
Le radical 178, qui signifie le cuir tannée, est un des 11 des 214 radicaux chinois répertoriés dans le dictionnaire de Kangxi composés de neuf traits.
Le caractère Unicode de 韋 est 97CB.

## Caractères avec le radical 178
| nombre de traits          | caractères              |       |
| ------------------------- | ----------------------- | ----- |
| Sans trait supplémentaire | 韋                      | 韦    |
| 3 traits supplémentaires  | 韌                      | 韧    |
| 4 traits supplémentaires  | 䪏                      |       |
| 5 traits supplémentaires  | 䪐 䪑 䪒 䪓 韍 韎       | 韨    |
| 6 traits supplémentaires  | 韏 韐 韑                |       |
| 7 traits supplémentaires  | 䪔 韒                   |       |
| 8 traits supplémentaires  | 䪕 韓 韔 韕             | 韩    |
| 9 traits supplémentaires  | 䪖 䪗 䪘 韖 韗 韘 韙 韚 | 韪 韫 |
| 10 traits supplémentaires | 䪙 䪚 韜 韝 韞 韟       | 韬    |
| 11 traits supplémentaires | 韛 韠                   |       |
| 12 traits supplémentaires | 䪛 韡 韢                |       |
| 13 traits supplémentaires | 䪜 韣                   |       |
| 14 traits supplémentaires | 䪝                      |       |
| 15 traits supplémentaires | 韤 韥                   |       |